# Il ginocchio di Artemide
Il ginocchio di Artemide è un cortometraggio del 2007 diretto da Jean-Marie Straub e presentato alla Cinémathèque suisse e poi al Festival di Cannes 2008 nella sezione Quinzaine des Réalisateurs.

## Trama
Due uomini, alla ricerca della dea Artemide, dialogano in un bosco.

## Produzione
Il film è stato girato a Buti ed è ispirato al racconto di Cesare Pavese La belva, contenuto nella raccolta Dialoghi con Leucò. È uno dei primi film di Straub girato dopo la morte della moglie Danièle Huillet